# Uplifting trance
L'uplifting trance, parfois appelée epic trance, emotional trance, trance euphorique ou trance mélodique, est un sous-genre désignant la musique trance contemporaine. Cependant, le terme « uplifting » remonte à la fin des années 1990. Les morceaux sont facilement reconnaissables par leur long break mélodique et planant mais aussi un beat très énergique et rapide (136-142 BPM généralement) rappelant l'influence et l'émergence de la goa/psytrance quelques années auparavant. Le but premier de cette musique est de faire monter au plus haut l'état émotionnel et sentimental de l'auditeur. 

## Histoire
L'uplifting trance émerge dans les années 1990 en Allemagne. Le terme « uplifting » remonte à la fin des années 1990. Le genre se caractérise surtout par une montée euphorique tout au long du morceau.
Ce style, très populaire à partir des années 2000, principalement en Allemagne et au Benelux connait un léger essoufflement entre 2007 et 2014 environ, avec des artistes s'orientant vers des styles plus lents comme la trance progressive ou l'electro-trance. Les artistes du genre incluent Armin van Buuren, Jorn van Deynhoven, Sean Tyas, John O'Callaghan, et Aly and Fila. D'autres artistes comme Paul Oakenfold, Sasha and Digweed, et Paul van Dyk ont aussi attiré l'intérêt.

## Caractéristiques
D'une manière générale, l'uplifting trance est un style plus léger en timbre que les autres genres de trance (comme la Goa). À la place d'un timbre sombre, l'uplifting trance fait usage de cordes progressives similaires à celle de la trance progressive. Le genre comprend une large palette de passages progressifs que ce soit synthétiseurs et basses. Il comprend aussi quelques morceaux de breakdowns et des relégations d'arpeggio (partie mélodique d'un morceau usuellement constitué de morceaux de synthétiseur appelé en musicologie « dent de scie »). Il existe une relation assez poussée entre l'uplifting trance et l'uplifting house.
Le genre oscille entre 128 et 140 BPM. L'uplifting trance emploie communément la compression en side-chain, une technique de production contemporaine.